# Bredaryds distrikt
Bredaryds distrikt är ett distrikt i Värnamo kommun och Jönköpings län. 
Distriktet ligger i nordvästra delen av kommunen.

## Tidigare administrativ tillhörighet
Distriktet inrättades 2016 och utgörs av socknen Bredaryd i Värnamo kommun.
Området motsvarar den omfattning Bredaryds församling hade vid årsskiftet 1999/2000.